# Бригадировка (Козельщинский район)
Бригадировка (укр. Бригадирівка) — село,
Оленовский сельский совет,
Козельщинский район,
Полтавская область,
Украина.
Код КОАТУУ — 5322083702. Население по переписи 2001 года составляло 292 человека.

## Географическое положение
Село Бригадировка находится у истоков реки Волчья,
ниже по течению на расстоянии в 1 километре расположено село Кащевка.
Рядом проходит железная дорога, станция Зеленовка.